# فوتبال در سوریه

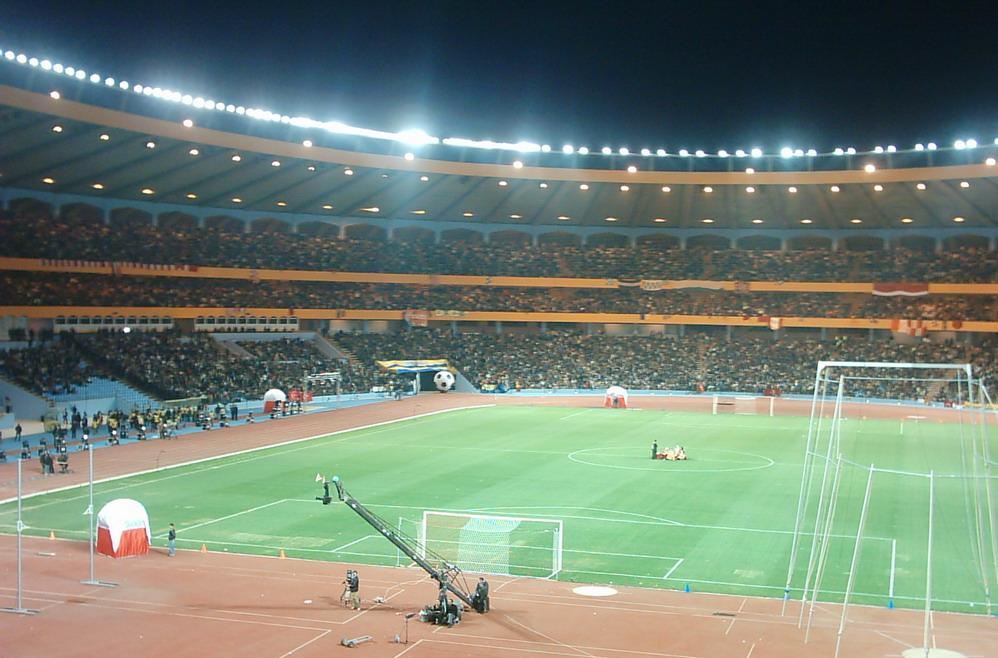
ورزشگاه بین المللی حلب در شهر حلب، ورزشگاه خانگی باشگاه الاتحاد حلب

ورزش فوتبال در کشور سوریه توسط فدراسیون فوتبال سوریه اداره می‌شود. این نهاد تیم ملی فوتبال سوریه و همچنین لیگ برتر فوتبال سوریه را اداره می‌کند. فوتبال پرطرفدارترین ورزش در این کشور است.